# Білинська сільська рада (Балтський район)
Бі́линська сільська́ ра́да — колишня адміністративно-територіальна одиниця та орган місцевого самоврядування в Балтському районі Одеської області. Адміністративний центр — село Білине.

## Загальні відомості
Білинська сільська рада утворена в 1966 році із Харитинівської (перенесенням центру сільради із с. Харитинівка в с. Білине).
- Територія ради: 46,55 км²
- Населення ради: 2 296 осіб (станом на 2001 рік)

## Населені пункти
Сільській раді підпорядковані населені пункти:
- с. Білине
- с. Акулинівка
- с. Відрада
- с. Петрівка
- с. Харитинівка

## Населення
Згідно з переписом 1989 року населення сільської ради становило 2396 осіб, з яких 1061 чоловік та 1335 жінок.
За переписом населення 2001 року в сільській раді мешкало 2269 осіб.

### Мова
Розподіл населення за рідною мовою за даними перепису 2001 року:
| Мова       | Відсоток |
| ---------- | -------- |
| українська | 93,64 %  |
| російська  | 4,57 %   |
| молдовська | 1,18 %   |
| вірменська | 0,13 %   |
| білоруська | 0,09 %   |
| болгарська | 0,04 %   |

## Склад ради
Рада складається з 16 депутатів та голови.
- Голова ради: Молодець Федір Олександрович
- Секретар ради: Рашкован Олена Тимофіївна

### Керівний склад попередніх скликань
| Прізвище, ім'я, по батькові  | Основні відомості                                                         | Дата обрання | Дата звільнення |
| ---------------------------- | ------------------------------------------------------------------------- | ------------ | --------------- |
| Тарчинський Віктор Петрович  | Сільський голова, 1952 року народження, безпартійний                      | 26.03.2006   | 31.10.2010      |
| Молодець Федір Олександрович | Сільський голова, 1982 року народження, освіта вища, член Партії регіонів | 31.10.2010   |                 |

Примітка: таблиця складена за даними сайту Верховної Ради України

### Депутати
За результатами місцевих виборів 2010 року депутатами ради стали:

#### За суб'єктами висування
| Суб'єкт висування                                       | Кількість обраних депутатів | %    |
| ------------------------------------------------------- | --------------------------- | ---- |
| Партія регіонів                                         | 7                           | 43,8 |
| Самовисування                                           | 6                           | 37,5 |
| Політична партія Всеукраїнське об'єднання «Батьківщина» | 2                           | 12,5 |
| Народна партія                                          | 1                           | 6,3  |

#### За округами
| № округу                                                | Прізвище, ім'я, по батькові      | Дата визнання обраним | Освіта  | Партійна приналежність                        | Відомості про обраного депутата                       |
| ------------------------------------------------------- | -------------------------------- | --------------------- | ------- | --------------------------------------------- | ----------------------------------------------------- |
| Народна Партія                                          |                                  |                       |         |                                               |                                                       |
| 4                                                       | Бодачевський Володимир Антонович | 05.11.2010            | вища    | член Народної партії                          | лікар ВАТ «Балтський МКК», стоматолог                 |
| Партія регіонів                                         |                                  |                       |         |                                               |                                                       |
| 2                                                       | Полотнянко Людмила Сергіївна     | 05.11.2010            | середня | член Партії регіонів                          | залізнична станція Балта, квитковий касир             |
| 6                                                       | Болдума Олена Василівна          | 05.11.2010            | середня | член Партії регіонів                          | ВАТ «Балтське ХПП», лаборант                          |
| 8                                                       | Калмацуй Олександра Борисівна    | 05.11.2010            | вища    | член Партії регіонів                          | Білинська загальноосвітня школа І-ІІ ст., вчитель     |
| 9                                                       | Петрова Тетяна Іванівна          | 05.11.2010            | середня | член Партії регіонів                          | Білинська лікарська амбулаторія, медсестра            |
| 11                                                      | Мудрицька Ольга Петрівна         | 05.11.2010            | вища    | член Партії регіонів                          | Білинська загальноосвітня школа І-ІІІ ст., вчитель    |
| 13                                                      | Шевченко Надія Микитівна         | 05.11.2010            | вища    | член Партії регіонів                          | Балтська загальноосвітня школа І-ІІІ ст. № 1, вчитель |
| 15                                                      | Званчук Олена Володимирівна      | 05.11.2010            | середня | член Партії регіонів                          | Білинська загальноосвітня школа І-ІІІ ст., вчитель    |
| Політична партія Всеукраїнське об'єднання «Батьківщина» |                                  |                       |         |                                               |                                                       |
| 5                                                       | Лаур Тетяна Петрівна             | 05.11.2010            | середня | член Всеукраїнського об'єднання «Батьківщина» | приватний підприємець                                 |
| 16                                                      | Мельник Світлана Олександрівна   | 05.11.2010            | середня | член Всеукраїнського об'єднання «Батьківщина» | приватний підприємець                                 |
| Самовисування                                           |                                  |                       |         |                                               |                                                       |
| 1                                                       | Кулик Світлана Володимирівна     | 05.11.2010            | середня | позапартійна                                  | залізнична станція Обхідна, чергова                   |
| 3                                                       | Рашкован Олена Тимофіївна        | 09.01.2011            | вища    | позапартійна                                  | Білинська сільська рада, секретар                     |
| 7                                                       | Оніщенко Сергій Петрович         | 05.11.2010            | середня | позапартійний                                 | автозаправна станція ДП «Малахіт», оператор           |
| 10                                                      | Карасюк Вікторія Сергіївна       | 05.11.2010            | вища    | позапартійна                                  | психоневрологічний будинок-інтернат, бухгалтер        |
| 12                                                      | Пучко Тетяна Іванівна            | 05.11.2010            | середня | позапартійна                                  | ПП «Горяінов», технолог                               |
| 14                                                      | Власюк Марія Олексіївна          | 14.11.2010            | середня | позапартійна                                  |                                                       |